# Rouadi
Rouadi  (in arabo رواضي‎?) è un centro abitato e comune rurale del Marocco situato nella provincia di Al-Hoseyma, regione di Tangeri-Tetouan-Al Hoceima. Conta una popolazione di 7 131 abitanti (censimento 2014).